# بردساند
بردساند (به سوئدی: Bredsand) یک منطقه مسکونی است که در بخش اینشوپینگ شهرستان اوپسالا در کشور سوئد واقع شده است. جمعیت بردساند در پایان سال ۲۰۱۰ بالغ بر ۴۶۵ نفر بوده است.